# Liza del Đokondo (plemkinja)
Liza del Đokondo (итал. Lisa del Giocondo; izgovor: ; rođ. Gerardini, izgovor: ; 15. juna 1479 - 15. jula 1542) bila je italijanska plemkinja i članica porodice Gerardini iz Firence i Toskane. Poznata je po portretu Mona Liza, kojeg je naručio njen suprug, a naslikao ga je Leonardo da Vinči tokom italijanske renesanse.
O Lizinom životu se malo zna. Rođena u Firenci i u tinejdžerskim godinama udala se za Frančeska di Baltilomija di Zinobia del Đokonda, trgovca platnom i svilom koji je kasnije postao lokalni zvaničnik. U braku sa Frančeskom, rodila je petoro dece i vodila je, kako se smatra, lagodan i običan život srednje klase. Liza je nadživela svog supruga, koji je bio znatno stariji od nje.
Vekovima nakon Lizine smrti, Mona Liza je postala najpoznatija svetska slika i stekla je posebnu slavu i „životnu priču“ odvojeno od žene koju je prikazivala. Mnoge spekulacije naučnika i hobista učinile su sliku još popularnijom. Slika je postala svetski poznata i predmet komercijalizacije. Posle mnogo tvrdnji i teorija, naučnisi su 2005. godine doneli zaključak da je Mona Liza definitivno portret Lize del Đokando.

## Bibliografija
- Müntz, Eugène (1898). Leonardo Da Vinci, Artist, Thinker and Man of Science. 2. New York: Charles Scribner's Sons. стр. 153—172. Приступљено 14. 10. 2007.
- Pallanti, Giuseppe (2006). Mona Lisa Revealed: The True Identity of Leonardo's Model. Florence, Italy: Skira. ISBN 88-7624-659-2.
- Sassoon, Donald (2001). „Mona Lisa: the Best-Known Girl in the Whole Wide World”. History Workshop Journal. Oxford University Press. 2001 (51): 1—18. ISSN 1477-4569. doi:10.1093/hwj/2001.51.1.
- Zöllner, Frank (1993). „Leonardo's Portrait of Mona Lisa del Giocondo”. Gazette des Beaux-Arts. 121 (S): print 115—138. ISSN 0016-5530. doi:10.11588/artdok.00004207.

## Buduća čitanja
- „Portrait of Lisa Gherardini, wife of Francesco del Giocondo”. Musée du Louvre. Приступљено 4. 10. 2007.